# Hydropsyche poushyamittra
Hydropsyche poushyamittra är en nattsländeart som beskrevs av Schmid 1961. Hydropsyche poushyamittra ingår i släktet Hydropsyche och familjen ryssjenattsländor. Inga underarter finns listade i Catalogue of Life.